# Morte teórica de informação
Morte teórica de informação é a destruição da informação contida dentro de um cérebro humano (ou qualquer estrutura cognitiva capaz de constituir uma pessoa) a tal ponto que a recuperação da pessoa original é teoricamente impossível, por qualquer meio físico.
O conceito de morte teórica de informação surgiu na década de 1990, em resposta ao problema que com o avanço da tecnologia médica, as condições anteriormente consideradas como morte, como paragem cardíaca, tornaram-se reversíveis e já não são mais consideradas como tal.
A "morte teórica de informação" pretende significar morte que é absolutamente irreversível por qualquer tecnologia, distinguindo-se de morte clínica e morte legal, que denota limitações para o contexto da assistência médica disponível, em vez das verdadeiras limitações teóricas de sobrevivência. Em particular, a perspectiva de reparação do cérebro usando nanotecnologia molecular, levanta a possibilidade de que a medicina possa um dia ser capaz de reanimar pacientes, mesmo horas após o coração parar. O termo "teórico de informação" é usado no sentido de teoria da informação.
Ralph Merkle em Molecular Repair of the Brain definiu morte teórica de informação como o seguinte:

Uma pessoa está morta de acordo com o critério teórico de informação, se as suas memórias, personalidade, esperanças, sonhos, etc. tiverem sido destruídos no sentido teórico da informação. Isto é, se as estruturas do cérebro que codificam a memória e personalidade tiverem sido tão danificadas que, em principio, não é possível restaurá-las a um estado funcional adequado, então a pessoa está morta. Se as estruturas que codificam a memória e personalidade estiverem suficientemente intactas, a ponto de a inferência da memória e personalidade serem viáveis, e portanto, a restauração a um estado funcional apropriado ser igualmente viável, então, em princípio, a pessoa não está morta.

O momento exacto da morte teórica de informação é actualmente desconhecida. Tem sido especulado que ocorra gradualmente após várias horas de morte clínica à temperatura ambiente à medida que o cérebro sofre autólise.
Também pode ocorrer mais rapidamente se não houver fluxo sanguíneo para o cérebro durante o suporte à vida, conduzindo a um estado de decomposição do cérebro morte cerebral, ou durante a progressão de doenças cerebrais degenerativas que causam uma perda extensiva da estrutura cerebral.
A "morte teórica de informação" também surge no contexto da criónica, que pode ser vista como o uso da criopreservação para tentar evitar a morte teórica de informação. O uso do critério teórico de informação tem formado a base de argumentos éticos que afirmam que a criónica é uma tentativa de salvar vidas ao invés de ser um método de enterro para os mortos. Em contraste, se a criónica não pode ser aplicada antes que a morte teórica de informação ocorra, ou se o procedimento de criopreservação em si causa morte teórica de informação, então a criónica não é viável.